# Vino (bispo)
Vino (em latim: Vini, Vineus, Vinius, Wini; séc. VII - antes de 672) foi um bispo medieval de Londres, tendo sido anteriormente consagrado o primeiro bispo de Winchester.
Vino foi consagrado o primeiro bispo de Winchester em 660 e possivelmente transferido para Dorchester por volta de 663. Em 666, ele foi transferido de Dorchester para Londres.
Beda nos conta que Vino foi ordenado bispo no reino franco e que o rei Cenualho de Wessex o instalou após desentendimentos com o bispo franco anterior, Agilberto. Vino também foi forçado a sair depois de alguns anos e se refugiou com Vulfário, rei da Mércia, que o instalou em Londres, após um pagamento a Vulfário.
Em 665, enquanto estava em Wessex, Vino participou com dois bispos galeses ou britânicos na ordenação de Chade como bispo dos Nortúmbrianos, um ato que era anticanônico porque a ordenação dos outros dois bispos não foi reconhecida por Roma. Isso teria resultado em sua disciplina, junto com Chade, por Teodoro de Tarso, o novo arcebispo da Cantuária, que chegou em 669. Como Beda não o lista entre os malfeitores neste ponto, é possível que ele tenha morrido nesta data.
Vino morreu em algum momento antes de 672.